# Hesperocharis graphites
Hesperocharis graphites är en fjärilsart som beskrevs av Bates 1864. Hesperocharis graphites ingår i släktet Hesperocharis och familjen vitfjärilar. Inga underarter finns listade i Catalogue of Life.